# Bowerbankia imbricata
Bowerbankia imbricata är en mossdjursart som först beskrevs av Adams 1798.  Bowerbankia imbricata ingår i släktet Bowerbankia och familjen Vesiculariidae. Arten är reproducerande i Sverige.

## Underarter
Arten delas in i följande underarter:
- B. i. aralensis
- B. i. caspia